# Wilhelmina Cole Holladay
Wilhelmina Cole Holladay (* 10. Oktober 1922 in Elmira; † 6. März 2021) war eine amerikanische Kunstsammlerin und Mäzenin. Gemeinsam mit ihrem Mann Wallace Holladay gründete sie das National Museum of Women in the Arts in Washington, D.C.
Sie schloss 1944 das Elmira College mit einem Diplom in Kunstgeschichte ab und studierte in der Folge in Paris, arbeitete für die United States Air Force und heiratete den Bauunternehmer und Immobilienentwickler Wallace F. Holladay.
Das Paar begann in den 1950er Jahren Kunst zu sammeln. Holladay begeisterte sich für das Werk von Clara Peeters, fand dieses aber unbeachtet. In der Folge begannen die Wallaces Kunst von Frauen zu sammeln und erwarben unter anderem Werke von Élisabeth Vigée-Lebrun, Artemisia Gentileschi und Angelika Kauffmann.
1981 gründeten sie das National Museum of Women in the Arts, das zunächst in ihrem Privathaus untergebracht war. Seit 1987 befindet es sich in einem ehemaligen Freimaurertempel.
Wilhelmina Holladay erfuhr zahlreiche Ehrungen. Sie wurde beispielsweise 1996 in die National Women’s Hall of Fame aufgenommen, erhielt 2006 die National Medal of Arts und wurde im gleichen Jahr Mitglied der französischen Ehrenlegion.